# Cuarnens
Cuarnens ist eine politische Gemeinde im Distrikt Morges des Kantons Waadt in der Schweiz.

## Geographie

Luftbild (1949)

Cuarnens liegt auf 620 m ü. M., 13 km (Luftlinie) nördlich der Bezirkshauptstadt Morges. Das Haufendorf erstreckt sich auf dem Jurafussplateau, beidseits der oberen Venoge, im Waadtländer Mittelland.
Die Fläche des 7,2 km² grossen Gemeindegebiets umfasst einen Abschnitt des Jurafussplateaus. Das Gebiet wird von Südwesten nach Nordosten von der Venoge durchflossen, die im Lauf der Jahrmillionen eine leicht in das Plateau eingetiefte Talniederung geschaffen hat. Der ganze Süden und Osten wird von der ausgedehnten Hochfläche eingenommen. Nach Nordwesten erstreckt sich der Gemeindeboden über das Tälchen der Morvaz bis an den unteren Jurasüdhang, an dem mit 750 m ü. M. der höchste Punkt von Cuarnens erreicht wird. Der zur Gemeinde gehörende Teil des Hanges wird vom Waldgebiet Les Rueyres bedeckt, in dem der erratische Block Pierre Pendue steht. Von der Gemeindefläche entfielen 1997 4 % auf Siedlungen, 31 % auf Wald und Gehölze und 65 % auf Landwirtschaft.
Zu Cuarnens gehören einige Einzelhöfe. Nachbargemeinden von Cuarnens sind Moiry, La Chaux (Cossonay), Chavannes-le-Veyron, L’Isle und Mont-la-Ville.

## Bevölkerung
Mit 541 Einwohnern (Stand 31. Dezember 2023) gehört Cuarnens zu den kleinen Gemeinden des Kantons Waadt. Von den Bewohnern sind 85,6 % französischsprachig, 10,1 % deutschsprachig und 1,8 % portugiesischsprachig (Stand 2000). Die Bevölkerungszahl von Cuarnens belief sich 1850 auf 414 Einwohner, 1900 auf 481 Einwohner. Nachdem die Bevölkerung bis 1970 auf 275 Personen abgenommen hatte, wurde seither wieder eine deutliche Bevölkerungszunahme beobachtet.

## Wirtschaft
Cuarnens war bis in die zweite Hälfte des 20. Jahrhunderts ein vorwiegend durch die Landwirtschaft geprägtes Dorf. Noch heute haben der Ackerbau und die Viehzucht eine gewisse Bedeutung in der Erwerbsstruktur der Bevölkerung. Weitere Arbeitsplätze sind im lokalen Kleingewerbe und im Dienstleistungssektor vorhanden. Entlang der Venoge gibt es mehrere Sägereien. In den letzten Jahrzehnten hat sich das Dorf auch zu einer Wohngemeinde entwickelt. Viele Erwerbstätige sind deshalb Wegpendler, die in Cossonay und im Grossraum Lausanne arbeiten.

## Verkehr
Die Gemeinde ist verkehrstechnisch recht gut erschlossen. Sie liegt an der Hauptstrasse von Cossonay über den Pass Col du Mollendruz in das Vallée de Joux. Durch den Postautokurs, der von Cossonay nach L’Isle verkehrt, ist das Dorf an das Netz des öffentlichen Verkehrs angebunden. Eine weitere Buslinie verbindet L’Isle via Cuarnens mit La Sarraz.

## Geschichte
Auf dem Gemeindegebiet von Cuarnens wurden Überreste von Siedlungen aus der Römerzeit entdeckt. Eine römische Villa bestand vom 1. bis zum 3. Jahrhundert nach Christus. Auch ein römisches Militärlager befand sich nahe dem heutigen Dorfe. Ferner wurde ein wahrscheinlich aus der Burgunderzeit stammendes Gräberfeld gefunden.
Die erste urkundliche Erwähnung des Ortes erfolgte 1001 unter dem Namen Quarningis. Später erschienen die Bezeichnungen Quarnens (1049), Villa Quarnensis (1095) und Guarnens im 12. Jahrhundert. Der Ortsname ist auf den Personennamen Warni zurückzuführen und bedeutet bei den Leuten des Warni.
In Cuarnens hatte die Prämonstratenserabtei Lac de Joux (L’Abbaye) im Mittelalter reichen Grundbesitz. Sie unterhielt seit 1141 eine Mühle an der Venoge. Auch das Kloster Romainmôtier und das Dominikanerkloster von Lausanne besassen hier Grundrechte. Das Dorf stand unter der Herrschaft La Sarraz, bevor es 1583 eine eigene kleine Herrschaft wurde, die mehrmals den Besitzer wechselte.
Mit der Eroberung der Waadt durch Bern im Jahr 1536 kam Cuarnens unter die Verwaltung der Vogtei Romainmôtier. Nach dem Zusammenbruch des Ancien Régime gehörte das Dorf von 1798 bis 1803 während der Helvetik zum Kanton Léman, der anschliessend mit der Inkraftsetzung der Mediationsverfassung im Kanton Waadt aufging. 1798 wurde es dem Bezirk Cossonay zugeteilt.

## Sehenswürdigkeiten
An der Stelle eines bereits 1001 erwähnten Gotteshauses wurde 1733 bis 1737 die reformierte Pfarrkirche Saint-Didier neu errichtet. Das Schloss La Grange aus dem 17. Jahrhundert wurde 1928 weitgehend abgerissen, heute ist nur noch die Hauptfassade von 1637 erhalten. Im alten Ortskern befinden sich einige charakteristische Bauernhäuser aus dem 18. und 19. Jahrhundert.